# Polmlek

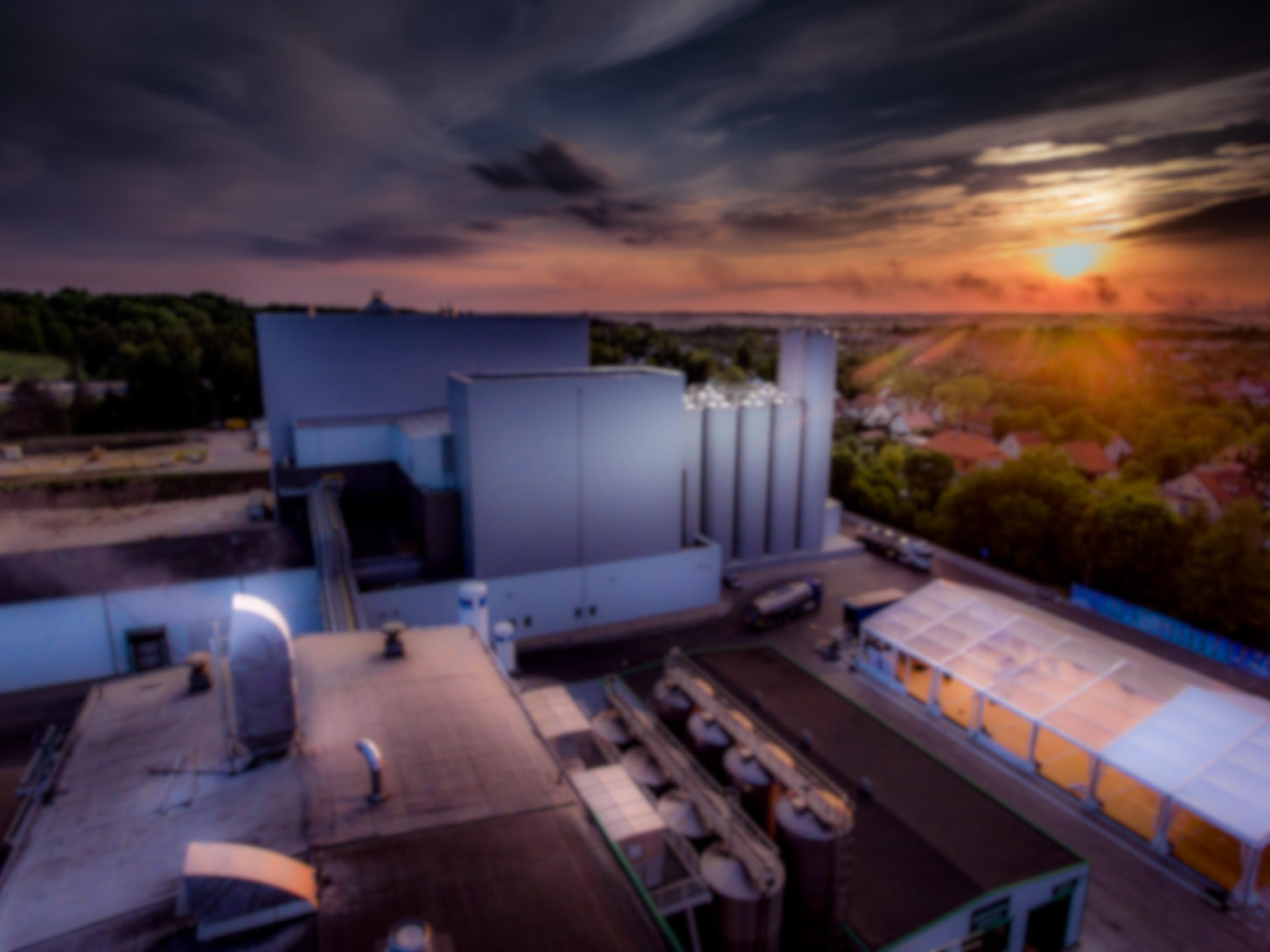
Grupa Polmlek

Polmlek Sp. z o.o. – polskie przedsiębiorstwo z siedzibą w Warszawie, działające w zakresie produkcji i sprzedaży wyrobów mleczarskich. Jest podmiotem dominującym grupy kapitałowej Polmlek („Grupa Polmlek”).

## Działalność
Przedmiotem działalności Grupy Polmlek jest przede wszystkim produkcja i sprzedaż wyrobów mleczarskich, takich jak: przetworzone mleko płynne, śmietana, proszki mleczne, sery, twarogi, masło i mieszanki tłuszczowe, serwatka oraz jogurty, a także skup mleka.
Ponadto Grupa Polmlek za pośrednictwem Fortuna sp. z o.o. produkuje i sprzedaje sok, nektary i napoje niegazowane z owoców i warzyw (marki: Garden, Pysio, Fortuna i Sonda).
W skład Grupy Polmlek wchodzą także Fortuna sp. z o.o. z siedzibą w Warszawie, Serwar sp. z o.o. z siedzibą w Warszawie, Mleko sp. z o.o. z siedzibą w Lipsku, Mleczarnia Gościno sp. z o.o. z siedzibą w Warszawie, Polmlek Raciąż sp. z o.o. z siedzibą w Raciążu, Zakład Mleczarski Polmlek Mława sp. z o.o. z siedzibą w Mławie, Spółdzielnia Mleczarska Polmlek Maćkowy w likwidacji z siedzibą w Gdańsku, Zamek Giżycki sp. z o.o. z siedzibą w Warszawie.
W 2022 r. do grupy dołączyło przedsiębiorstwo JAGR Sp.z o.o. z Warlubia oraz marokańskie przedsiębiorstwo Safilait. Safilait jest jednym z trzech największych producentów wyrobów mleczarskich w Maroko, sprzedającym swoje produkty pod marką Jibal.